# Банан (род)
Бана́н (лат. Músa) — род многолетних травянистых растений семейства Банановые (Musaceae), наибольшее видовое разнообразие которых наблюдается в тропиках Юго-Восточной Азии и, в частности, на Малайском архипелаге.
Бананами также называют плоды этих растений, употребляемые в пищу. В настоящее время различные сорта банана райского (Musa ×paradisiaca) — стерильного триплоидного культигена (гибридного вида, не встречающегося в дикой природе), созданного на основе нескольких видов рода, — широко культивируются в тропических странах и для многих из них являются важнейшей статьёй экспорта. В ряде регионов банан является одной из важнейших выращиваемых культур, уступая лишь рису, пшенице и кукурузе. Согласно данным Продовольственной организации ООН за 2012 год, по количеству собранного урожая бананы находятся на двенадцатом месте среди выращиваемых культур, ежегодно в мире собирают около 102 млн тонн бананов.
Род объединяет около 70 видов, распространённых, главным образом, в Юго-Восточной Азии и на островах Тихого океана. Самый северный вид — банан японский (Musa basjoo), родом с японских островов Рюкю, выращивается в качестве декоративного растения на черноморском побережье Кавказа, в Крыму и Грузии.

## Название
Впервые название Musa, ставшее впоследствии научным, было присвоено банану ещё немецким натуралистом Георгом Румфом (1627—1702), предшественником основоположника научной классификации шведского естествоиспытателя и врача Карла Линнея. Линней, составляя классификацию растений, сохранил это имя. Существуют две теории, откуда это слово произошло, однако в любом случае оно с музами не связано. Согласно первой теории, название было дано в честь Антония Музы, придворного медика римского императора Октавиана Августа. Согласно второй теории, название происходит от арабского слова «мӯз» (араб. موز‎), которым арабы именуют бананы. Само слово «банан», созвучное во всех современных европейских языках, было по всей видимости заимствовано португальцами либо испанцами в 1590—1600 годах из западноафриканских языков: волоф, мандинка («banana») либо ваи («bana»).
Иногда банан называют «банановой пальмой», что неверно, поскольку к семейству Пальмовые (Arecaceae) данное растение не принадлежит.

## Описание

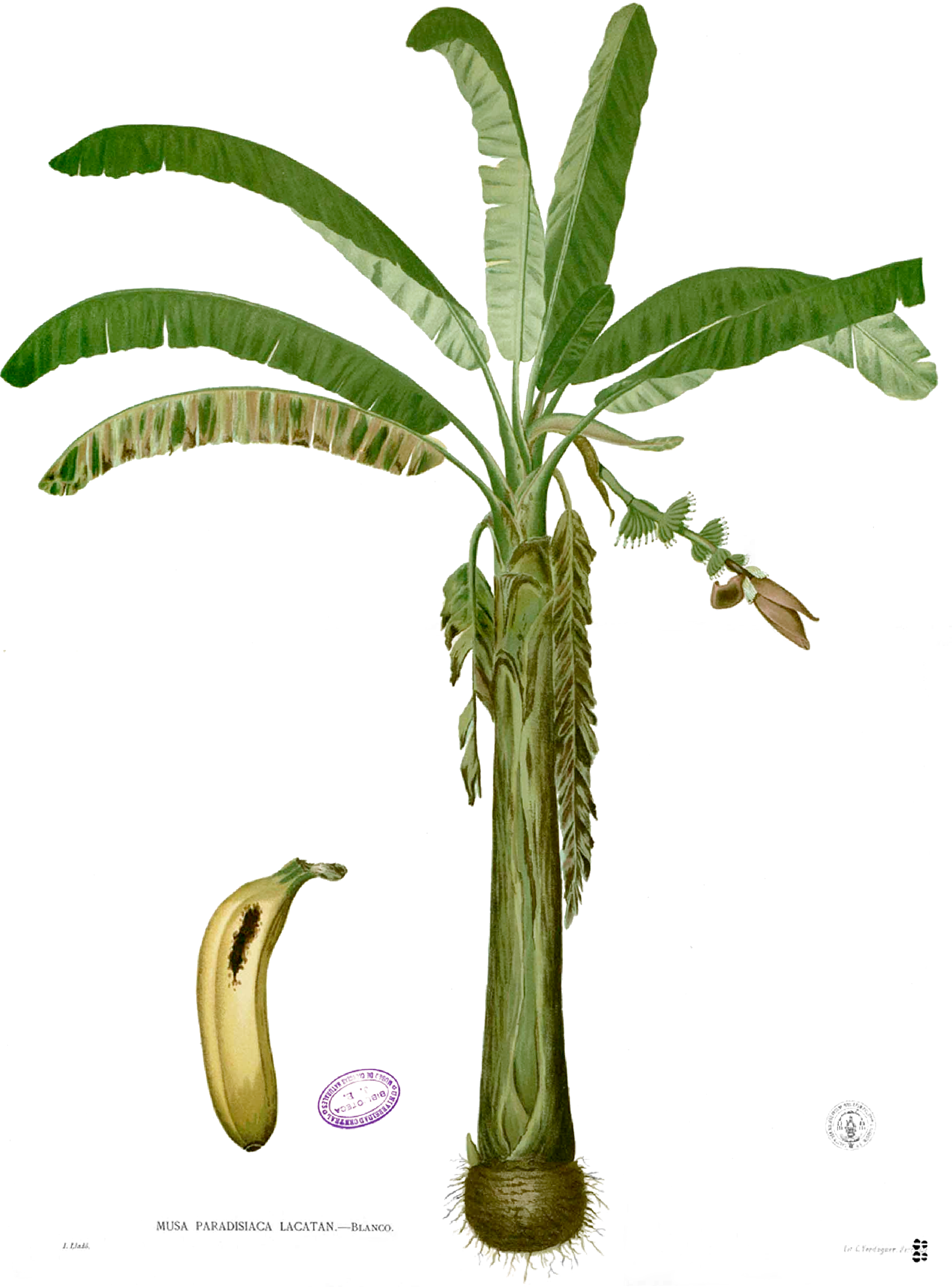
Банан райский.

Представители рода — травянистые растения с мощной корневой системой, коротким, не выступающим над землёй стеблем и 6—20 листьями, влагалища которых образуют подобие ствола. Высота растений варьирует от 2 до 9 м и даже выше, что делает их одними из самых высоких травянистых растений в мире, отчего многие ошибочно принимают их за деревья. Самым высоким растением из рода банан считается вид Musa itinerans — высота его разновидности Musa itinerans var. gigantea может достигать 12 м. Вокруг основного стебля образуется множество боковых побегов, один из которых впоследствии заменяет предыдущий — таким образом происходит размножение. Корни многочисленные, волокнистые; в плодородной почве уходят до 4,9 м в сторону и до 1,5 м вглубь.
Листья крупные, мягкие, гладкие, продолговатые или овальные, расположены по спирали. Их влагалища свёрнуты в плотную многослойную мясистую трубку, называемую ложным стеблем. По мере роста растения молодые листья возникают внутри пучка, а внешние постепенно отмирают и опадают. При хорошей погоде этот процесс продолжается со скоростью примерно один лист в неделю. У культивируемого банана листья достигают 275 см в длину и 60 см в ширину, они могут быть полностью зелёными, зелёными с тёмно-бордовыми пятнами либо зелёными с верхней стороны и багряными снизу. При сильном ветре или ливне листья легко рвутся вдоль жилок — такая адаптация помогает растениям выживать в тропическом климате. Когда банан готов к цветению, в точке роста короткого стебля развивается длинный цветонос, который проходит через ложный стебель и вслед за листьями выходит наружу.

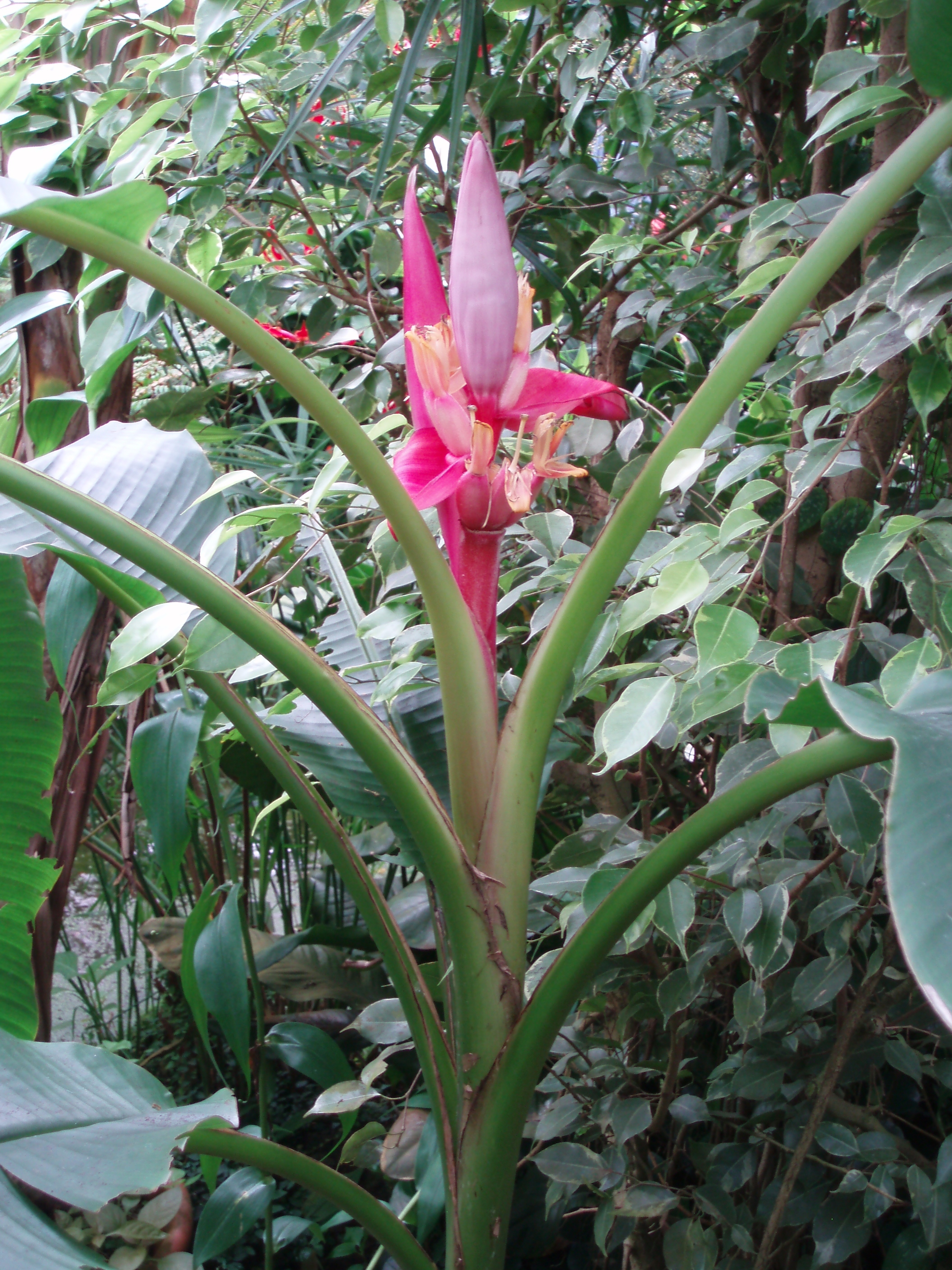
Соцветие Банан заострённый|банана заострённого (Musa acuminata)

Цветение наступает через 8—10 месяцев после активного роста растения. Соцветие — кисть, напоминающая удлинённую пышную почку фиолетового либо зелёного оттенка, на которой у основания расположены крупные женские, далее — меньшие по размеру обоеполые, и на конце — мелкие мужские цветки. Все цветки трубчатые, состоят из 3 лепестков, 3 чашелистиков, обычно 6 тычинок, одна из которых недоразвита и не имеет пыльника. Гинецей синкарпный, состоящий из 3 плодолистиков, образующих трёхкамерную завязь; цветки располагаются ярусами (так называемыми «руками») и содержат в себе большое количество нектара (до 0,5 г на каждый цветок). Каждый слой собран в кисть, состоящую из 12—20 цветков, расположенных радиально, и прикрыт мясистыми, восковыми на ощупь кроющими листьями. У культивируемых бананов цветки белого цвета, кроющие листья с внешней стороны фиолетовые, а с внутренней — тёмно-красные. Раскрывшись, мужские цветки обычно очень быстро опадают, оставляя верхнюю часть соцветия обнажённой, за исключением верхушечной нераскрывшейся почки. У дикорастущих видов цветение начинается ночью либо ранним утром — в первом случае их опылению способствуют летучие мыши, а во втором — птицы и мелкие млекопитающие.

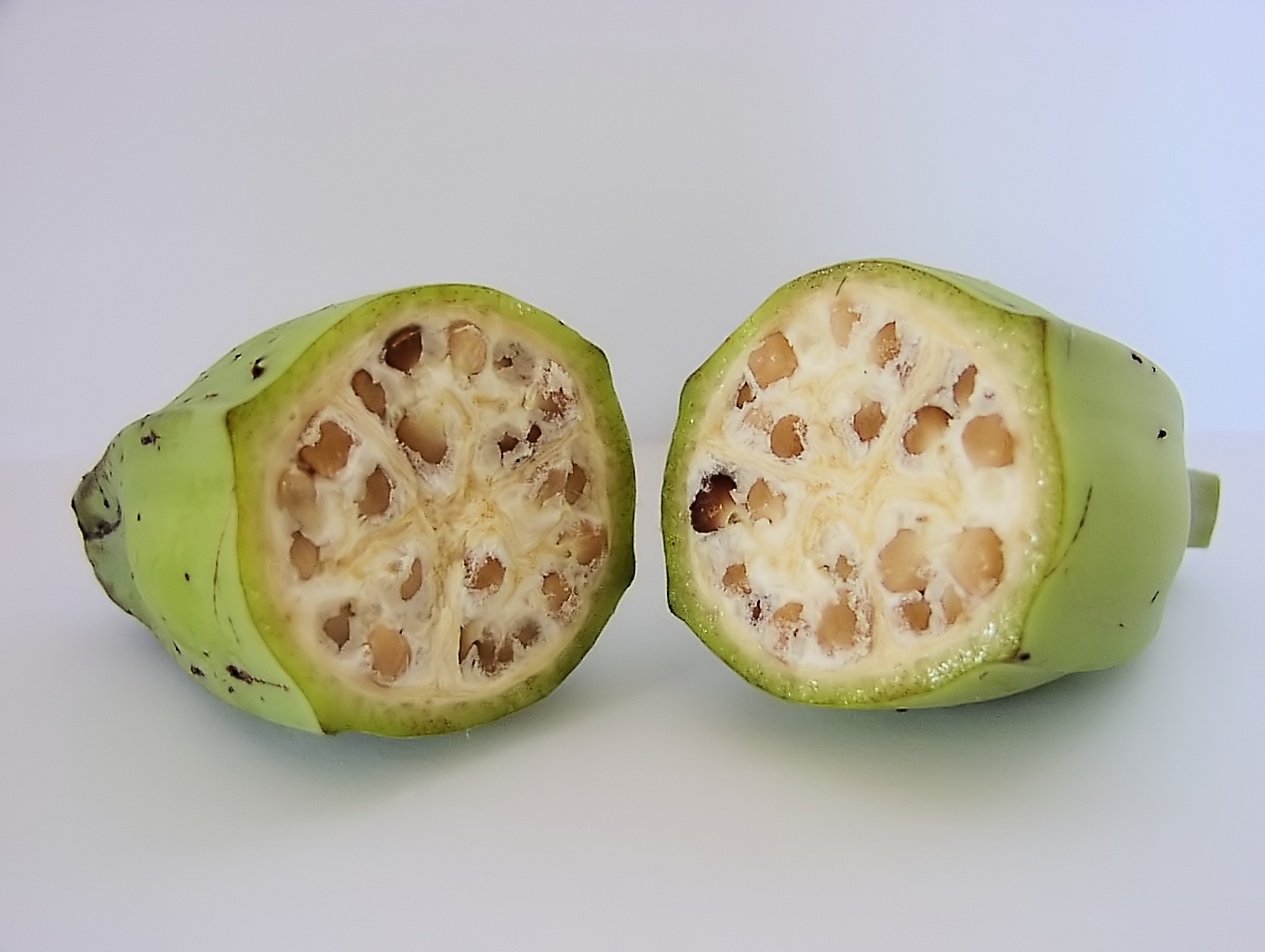
Незрелый плод одного из диких видов банана в разрезе

Плоды развиваются только из женских цветков (обоеполые цветки бесплодны); по мере развития каждый ряд плодов всё больше напоминают кисть руки со множеством пальцев, каждый из которых представляет собой многосемянную ягоду, имеющую толстую кожистую оболочку. Размер, цвет и форма плодов могут значительно различаться в зависимости от вида или сорта, но чаще всего они имеют продолговатую цилиндрическую или трёхгранную форму, выпрямленную либо закруглённую. Длина плода варьирует в пределах от 3 до 40 см, толщина — от 2 до 8 см. Цвет кожицы может быть жёлтым, зелёным, красным или даже серебристым. Мякоть плода белая, кремовая, жёлтая или оранжевая. В незрелом состоянии она твёрдая и клейкая, но по мере созревания становится мягкой и сочной.
У культурных форм плод часто лишён семян и растение способно размножаться только вегетативно, однако у дикорастущих растений мякоть плода наполнена большим количеством округлых либо заострённых твёрдых семян длиной 3—16 мм, причём число семян в одном плоде обычно значительно, может достигать двухсот штук, а по своей массе они могут превалировать над мякотью. На одной оси может располагаться до 300 плодов с общей массой в 50—60 кг. Бананам свойственен биологический феномен, известный как отрицательный геотропизм — во время образования плоды под действием силы тяготения направлены вниз, однако по мере роста под действием гормонов одна или несколько осей начинают расти вертикально вверх.

## Распространение
Естественным образом растения из рода Musa произрастают в субтропиках и тропиках Азии, Австралии, на островах Тихого океана, в Новой Гвинее и в Малайзии. Центром возникновения культурных форм бананов считается Индия и полуостров Индокитай. Во многих странах Латинской Америки возделывание пищевых сортов бананов ведётся в промышленных масштабах, а экспорт плодов этих растений является важной частью экономики некоторых тропических стран.

## Виды
По современным представлениям существует несколько десятков видов, некоторые известные виды:
- Musa acuminata Colla — Банан заострённый
- Musa balbisiana Colla — Банан Бальбиса
  - Musa balbisiana var. liukiuensis (Matsum.) Häkkinen 
[syn.  Musa liukiuensis (Matsum.) Makino]
- Musa banksii F.Muell.
- Musa basjoo Siebold & Zucc. ex Iinuma — Банан японский, или Банан Басио
  - Musa basjoo var. formosana 
[syn.  Musa formosana (Warb. ex Schum.) Hayata , 1917 — Банан тайваньский][17]
- Musa cheesmanii N.W.Simmonds[18]
- Musa coccinea Andrews — Банан ярко-красный
- Musa ingens N.W.Simmonds — Банан огромный
- Musa insularimontana Hayata
- Musa itinerans Cheesman
- Musa jackeyi W.Hill
- Musa laterita Cheesman
- Musa lolodensis Cheesman
- Musa maclayi F.Muell. ex Mikl.-Maclay — Банан Маклая
- Musa mannii H.Wendl. ex Baker 1893 — Банан Манна
- Musa nana Lour. — Банан карликовый
- Musa ornata Roxb. — Банан лавандовый
- Musa ×paradisiaca L. typus[1] — Банан райский
  - syn. Musa ×sapientum L. — Банан вкусный
- Musa peekelii Lauterb.
- Musa rubra Wall. ex Kurz 1841 — Банан красный[19]
- Musa sanguinea Hook.f. 1872
- Musa schizocarpa N.W.Simmonds
- Musa sikkimensis Kurz — Банан дарджилингский
- Musa textilis Nee — Банан текстильный, или Абака
- Musa thomsonii King ex A.M.Cowan & Cowan 1929 — Банан Томсона
- Musa troglodytarum L.
  - [syn.  Musa uranoscopos Lour. 1790]
- Musa velutina H.Wendl. & Drude — Банан бархатистый, или Банан розовый